# Тели Савалас
Аристотелис „Тели“ Савалас (енгл. Aristotelis "Telly" Savalas, грч. Αριστοτέλης "Τέλι" Σαβάλας; Гарден Сити, Њујорк, САД, 21. јануар 1922. — Јуниверзал Сити, Калифорнија, САД, 22. јануар 1994) је био амерички глумац и певач грчког порекла. Познат је по улогама Тиа Коџака (енгл. Theo Kojak) у ТВ серији „Коџак“ и Фета Гомеза (енгл. Feto Gomez) у филму „Птичар из Алкатраза“, за коју је био номинован за награду „Оскар“. Исто тако, појављује се као вечити Бондов противник, шеф СПЕКТРЕ Ернст Ставро Блофелд у филму У служби Њеног величанства.
Саваласови остали филмови су: Birdman of Alcatraz (1962), The Greatest Story Ever Told (1965), Battle of the Bulge (1965), Дванаест жигосаних (1967), Ратници (1970), Horror Express (1972), Lisa and the Devil (1974) и Escape to Athena (1979). За Birdman of Alcatraz, номинован је за Оскара за најбољег споредног глумца и Златни глобус за најбољег споредног глумца.
Као певач, Савалас је објавио обраду песме групе Bread "If", која је постала сингл број један у Великој Британији 1975. године.

## Младост
Аристотелис Савалас (грч. Αριστοτελης Σαβαλας) рођен је у Гарден Ситију, у Њујорку, 21. јануара 1922. године, као друго од петоро деце у породици грчких родитеља Кристине (рођене Капсалис), уметнице која је била родом из Спарте, и Ника Саваласа, власника ресторана. Његови бака и деда по оцу су дошли из Иеракаса. Савалас је у почетку говорио само грчки када је ушао у основну школу, али је касније научио енглески. Похађао је школу у Лину, у Масачусетсу. Тамо је победио у правопису 1934; због пропуста, награду је добио тек 1991. године, када су му је доделили директор школе и дневне новине Boston Herald.
Савалас је завршио средњу школу у Њујорку 1940. године. и радио је као спасилац на плажи након завршетка средње школе. Једном приликом, међутим, није успео да спасе једног оца од дављења; док је покушавао реанимацију, двоје деце тог човека стајало је у близини и плакало. Ово је толико утицало на Саваласа да је провео остатак свог живота промовишући безбедност у води, а касније је натерао свих шесторо своје деце да похађају часове пливања.
Од 1941. до 1943. Савалас је служио војску САД-а, у батаљону за санитетски тренинг у Вирџинији. Године 1943. отпуштен је из војске у чину каплара након што је тешко повређен у саобраћајној несрећи. Савалас је провео више од годину дана опорављајући се у болници са сломљеном карлицом, уганућем скочног зглоба и потресом мозга. Затим је похађао Институт оружаних снага, где је студирао радио и телевизијску продукцију.

## Каријера
После рата, радио је за Стејт департмент САД као водитељ серије Ваш глас Америке, а затим у АБЦ вестима.
Пре него што је његова глумачка каријера кренула, Савалас је режирао у Извештају за Њујорк (WABC-TV) у јесен 1959. године. Савалас глуму није сматрао каријером све док није заменио пријатеља глумца који је требало да има европски акценат. Добио је улогу у епизоди And Bring Home a Baby, епизоди Armstrong Circle Theatre-а у јануару 1958. Појавио се у још два епизоде серије из 1959. и 1960. године, у једној глуми заједно са младим Сиднијем Полаком.
Савалас је дебитовао у филму Mad Dog Coll (1961), играјући полицајца. У једној од својих најпризнатијих улога, у филму Birdman of Alcatraz (1962), био је номинован за Оскара и Златни глобус за најбољег споредног глумца. Савалас је такође гостовао у бројним ТВ серијама.
Наставио је са споредним улогама у филмовима као што су The Man from the Diners' Club, Love Is a Ball и Johnny Cool (сви 1963). Већ у касној фази мушке ћелавости, обријао је главу да би играо Понтија Пилата у филму Највећа прича икада испричана (1965) и задржао је обријану главу до краја живота. Саваласова прва главна улога на филму била је у британској крими комедији Crooks and Coronets (1969).

## Коџак
Савалас је први пут играо поручника Теофила „Теа“ Коџака у ТВ филму Убиства Маркуса–Нелсона (CBS, 1973), који је заснован на стварном случају убиства.
Коџак је био ћелави њујоршки детектив са наклоношћу према лизалицама и чији је слоган био Who loves ya, baby? (Ко те воли, душо?) Савалас је такође много пушио на екрану – цигарете, цигарилосе и цигаре – током епизода прве сезоне. Коџак се емитовао на CBS-у пет сезона од 24. октобра 1973. до 18. марта 1978. са 118 произведених епизода.
Дејвид Шипман је касније написао: „Коџак је био симпатичан према изопштеницима и немилосрдан према друштвеним грабежљивцима. Емисија је одржала висок квалитет до краја и обавезно се гледала у Британији сваке суботе увече током осам година. За све, Коџак значи Савалас и обрнуто, али за самог Саваласа, серија је била само интервал, иако дуг, у истакнутој каријери.“ Ова улога је Саваласу донела Еми и два Златна глобуса за најбољег глумца у драмској серији.
Добио је звезду на Холивудској стази славних 1983. Године 1999. TV Guide га је рангирао на 18. место на својој листи 50 највећих ТВ звезда свих времена.

## Лични живот
Савалас се женио три пута и има шесторо деце. Савалас је дипломирао психологију и био је покер играч светске класе који је завршио 21. на Светском такмичењу 1992. Био је и мотоциклистички тркач и спасилац. Његови други хобији и интересовања укључивали су голф, пливање, читање романтичних књига, гледање фудбала, путовања, сакупљање луксузних аутомобила, коцкање и трке коња.
Крајем 1989. Саваласу је дијагностикован рак транзиционе ћелије бешике. Умро је 22. јануара 1994. од компликација рака простате и мокраћне бешике у хотелу Шератон-Универсал у Универсал Ситију, у Калифорнији, у 72. години.